# جورج هوبر
جورج هوبر هو صحفي سويسري، ولد في 25 فبراير 1910 في Trubschachen ‏ في سويسرا، وتوفي في 23 يناير 2003 في روما في إيطاليا.